# 芦刈茂
芦刈 茂（あしかり しげる、1949年（昭和24年）10月21日 - ）は、日本の政治家。元福岡県太宰府市長（1期）。

## 来歴
福岡県北九州市出身。久留米市立城南中学校、福岡県立明善高等学校卒業。1975年（昭和50年）3月、九州大学農学部卒業。
2007年（平成19年）4月22日に行われた太宰府市議会議員選挙に出馬。定数20の議席を21人の候補者が争う同選挙において、21位で落選。20位当選者との差は3票にも満たなかった（当選者706.099票に対し、芦刈は704票）。
2011年（平成23年）の市議選で初当選。
2015年（平成27年）4月26日に行われた太宰府市長選挙に出馬。現職の井上保廣を390票差で破り初当選。4月30日、市長就任。選挙の結果は以下のとおり。
※当日有権者数：56,123人 最終投票率：52.92%（前回比：0.8pts）
| 候補者名 | 年齢 | 所属党派 | 新旧別 | 得票数   | 得票率 | 推薦・支持                           |
| -------- | ---- | -------- | ------ | -------- | ------ | ------------------------------------ |
| 芦刈茂   | 65   | 無所属   | 新     | 14,727票 | 50.67% |                                      |
| 井上保廣 | 67   | 無所属   | 現     | 14,337票 | 49.33% | （推薦）自民党・公明党・福岡県農政連 |

2017年（平成29年）、芦刈と市議会の対立が表面化し、6月議会で全会一致で問責決議を可決され、9月議会でも賛成多数で辞職勧告決議を可決された。さらに10月27日には市議会の全会一致で不信任決議が可決された。
芦刈市長は、不信任決議に対し、市議会を解散したが、12月3日投開票の市議会議員選挙で、18人の新議員の中に市長を支持する者がいなかった。12月議会初日の12月12日、市議会の全会一致で不信任決議が再び可決され、同日市長を失職した。
芦刈は、2018年（平成30年）1月21日告示1月28日投開票の市長選の出馬を予定していたが、同月13日に不出馬を表明した。
その後、2021年（令和3年）12月5日告示、12日投開票の太宰府市議会議員選挙（定数18）に立候補したが候補者25人中最下位で落選した。